# Мали Штрбац
Мали Штрбац је други по висини врх планине Мироч, висине 626 м.н.в., релеватне висине 550m изнад Ђердапског језера.
Врх је изграђен од горњојурских кречњака. Као и код Великог Штрпца, падина према Дунаву је старо клизиште (у комбинацији са одронима), што се види по специфичној морфологији, лучном одсеку и испупчењу у доњем делу падине (акумулирани материјал). Због ушћа реке Ваља Мраконија са леве долинске стране, Дунав врши притисак на десну обалу и поткопава подножје Малог Штрпца, узрокујући нестабилност падине.